# Liste des gouverneurs du New Hampshire
Le gouverneur du New Hampshire (en anglais : Governor of New Hampshire) est à la tête de la branche exécutive du gouvernement de l'État américain du New Hampshire. Il est élu pour un mandat de deux ans, éventuellement renouvelable sans limite de mandat. Il s'agit de l'un des deux seuls États, avec le Vermont, à organiser des élections au poste de gouverneur tous les deux ans et non tous les quatre.
Kelly Ayotte, membre du Parti républicain, occupe la fonction depuis le 9 janvier 2025.

## Histoire
L'intitulé initial est président du New Hampshire. Il est changé en gouverneur pendant le mandat de Josiah Bartlett, sans que le contenu de la fonction n'en soit modifié. Le gouverneur ayant exercé le plus long mandat est John Taylor Gilman, en poste pendant 14 ans (bien que non consécutif), de 1794 à 1805 et de 1813 à 1816.

## Système électoral
Le gouverneur du New Hampshire est élu pour un mandat de deux ans au scrutin uninominal majoritaire à un tour.

### Conditions d'éligibilité
Pour être élu, il faut être âgé de 30 ans, être inscrit sur les listes électorales et être domicilié dans le New Hampshire depuis au moins sept ans. Le gouverneur a le pouvoir exclusif d'opposer son veto aux projets de loi et dispose de la garde nationale lorsqu'elle n'est pas en service fédéral.

## Pouvoirs
Le gouverneur est assisté par un Conseil exécutif. Contrairement à de nombreux autres États dans lesquels les Conseils exécutifs sont purement consultatifs, le Conseil exécutif du New Hampshire contrôle fortement le pouvoir du gouverneur. Le conseil composé de cinq membres dispose d'un droit de veto sur de nombreuses actions du gouverneur.

## Liste chronologique
| No   | Nom                     | Parti | Parti                       | Mandat      |
| ---- | ----------------------- | ----- | --------------------------- | ----------- |
| 1    | Meshech Weare           |       | Sans affiliation            | 1776-1785   |
| 2    | John Langdon            |       | Sans affiliation            | 1785-1786   |
| 3    | John Sullivan           |       | Parti fédéraliste           | 1786-1788   |
| (2)  | John Langdon            |       | Parti républicain-démocrate | 1788-1789   |
| (3)  | John Sullivan           |       | Parti fédéraliste           | 1789-1790   |
| 4    | Josiah Bartlett         |       | Parti républicain-démocrate | 1790-1794   |
| 5    | John Taylor Gilman      |       | Parti fédéraliste           | 1794-1805   |
| (2)  | John Langdon            |       | Parti républicain-démocrate | 1805-1809   |
| 6    | Jeremiah Smith          |       | Parti fédéraliste           | 1809-1810   |
| (2)  | John Langdon            |       | Parti républicain-démocrate | 1810-1812   |
| 7    | William Plumer          |       | Parti républicain-démocrate | 1812-1813   |
| (5)  | John Taylor Gilman      |       | Parti fédéraliste           | 1813-1816   |
| (7)  | William Plumer          |       | Parti républicain-démocrate | 1816-1819   |
| 8    | Samuel Bell             |       | Parti républicain-démocrate | 1819-1823   |
| 9    | Levi Woodbury           |       | Parti républicain-démocrate | 1823-1824   |
| 10   | David L. Morrill        |       | Parti républicain-démocrate | 1824-1827   |
| 11   | Benjamin Pierce         |       | Parti républicain-démocrate | 1827-1828   |
| 12   | John Bell               |       | Parti national-républicain  | 1828-1829   |
| (11) | Benjamin Pierce         |       | Parti républicain-démocrate | 1829-1830   |
| 13   | Matthew Harvey          |       | Parti démocrate             | 1830-1831   |
| -    | Joseph M. Harper        |       | Parti démocrate             | 1831-1831   |
| 14   | Samuel Dinsmoor         |       | Parti démocrate             | 1831-1834   |
| 15   | William Badger          |       | Parti démocrate             | 1834-1836   |
| 16   | Isaac Hill              |       | Parti démocrate             | 1836-1839   |
| 17   | John Page               |       | Parti démocrate             | 1839-1842   |
| 18   | Henry Hubbard           |       | Parti démocrate             | 1842-1844   |
| 19   | John H. Steele          |       | Parti démocrate             | 1844-1846   |
| 20   | Anthony Colby           |       | Parti whig                  | 1846-1847   |
| 21   | Jared W. Williams       |       | Parti démocrate             | 1847-1849   |
| 22   | Samuel Dinsmoor, Jr.    |       | Parti démocrate             | 1849-1852   |
| 23   | Noah Martin             |       | Parti démocrate             | 1852-1854   |
| 24   | Nathaniel B. Baker      |       | Parti démocrate             | 1854-1855   |
| 25   | Ralph Metcalf           |       | Parti Know-Nothing          | 1855-1857   |
| 26   | William Haile           |       | Parti républicain           | 1857-1859   |
| 27   | Ichabod Goodwin         |       | Parti républicain           | 1859-1861   |
| 28   | Nathaniel S. Berry      |       | Parti républicain           | 1861-1863   |
| 29   | Joseph A. Gilmore       |       | Parti républicain           | 1863-1865   |
| 30   | Frederick Smyth         |       | Parti républicain           | 1865-1867   |
| 31   | Walter Harriman         |       | Parti républicain           | 1867-1869   |
| 32   | Onslow Stearns          |       | Parti républicain           | 1869-1871   |
| 33   | James A. Weston         |       | Parti démocrate             | 1871-1872   |
| 34   | Ezekiel A. Straw        |       | Parti républicain           | 1872-1874   |
| (33) | James A. Weston         |       | Parti démocrate             | 1874-1875   |
| 35   | Person C. Cheney        |       | Parti républicain           | 1875-1877   |
| 36   | Benjamin F. Prescott    |       | Parti républicain           | 1877-1879   |
| 37   | Natt Head               |       | Parti républicain           | 1879-1881   |
| 38   | Charles H. Bell         |       | Parti républicain           | 1881-1883   |
| 39   | Samuel W. Hale          |       | Parti républicain           | 1883-1885   |
| 40   | Moody Currier           |       | Parti républicain           | 1885-1887   |
| 41   | Charles H. Sawyer       |       | Parti républicain           | 1887-1889   |
| 42   | David H. Goodell        |       | Parti républicain           | 1889-1891   |
| 43   | Hiram A. Tuttle         |       | Parti républicain           | 1891-1893   |
| 44   | John B. Smith           |       | Parti républicain           | 1893-1895   |
| 45   | Charles A. Busiel       |       | Parti républicain           | 1895-1897   |
| 46   | George A. Ramsdell      |       | Parti républicain           | 1897-1899   |
| 47   | Frank W. Rollins        |       | Parti républicain           | 1899-1901   |
| 48   | Chester B. Jordan       |       | Parti républicain           | 1901-1903   |
| 49   | Nahum J. Batchelder     |       | Parti républicain           | 1903-1905   |
| 50   | John McLane             |       | Parti républicain           | 1905-1907   |
| 51   | Charles M. Floyd        |       | Parti républicain           | 1907-1909   |
| 52   | Henry B. Quinby         |       | Parti républicain           | 1909-1911   |
| 53   | Robert P. Bass          |       | Parti républicain           | 1911-1913   |
| 54   | Samuel D. Felker        |       | Parti démocrate             | 1913-1915   |
| 55   | Rolland H. Spaulding    |       | Parti républicain           | 1915-1917   |
| 56   | Henry W. Keyes          |       | Parti républicain           | 1917-1919   |
| 57   | John H. Bartlett        |       | Parti républicain           | 1919-1921   |
| 58   | Albert O. Brown         |       | Parti républicain           | 1921-1923   |
| 59   | Fred H. Brown           |       | Parti démocrate             | 1923-1925   |
| 60   | John Gilbert Winant     |       | Parti républicain           | 1925-1927   |
| 61   | Huntley N. Spaulding    |       | Parti républicain           | 1927-1929   |
| 62   | Charles W. Tobey        |       | Parti républicain           | 1929-1931   |
| (60) | John Gilbert Winant     |       | Parti républicain           | 1931-1935   |
| 63   | Styles Bridges          |       | Parti républicain           | 1935-1937   |
| 64   | Francis P. Murphy       |       | Parti républicain           | 1937-1941   |
| 65   | Robert O. Blood         |       | Parti républicain           | 1941-1945   |
| 66   | Charles M. Dale         |       | Parti républicain           | 1945-1949   |
| 67   | Sherman Adams           |       | Parti républicain           | 1949-1953   |
| 68   | Hugh Gregg              |       | Parti républicain           | 1953-1955   |
| 69   | Lane Dwinell            |       | Parti républicain           | 1955-1959   |
| 70   | Wesley Powell           |       | Parti républicain           | 1959-1963   |
| 71   | John W. King            |       | Parti démocrate             | 1963-1969   |
| 72   | Walter R. Peterson, Jr. |       | Parti républicain           | 1969-1973   |
| 73   | Meldrim Thomson, Jr.    |       | Parti républicain           | 1973-1979   |
| 74   | Hugh J. Gallen          |       | Parti démocrate             | 1979-1982   |
| -    | Vesta M. Roy            |       | Parti républicain           | 1982-1983   |
| 75   | John H. Sununu          |       | Parti républicain           | 1983-1989   |
| 76   | Judd Gregg              |       | Parti républicain           | 1989-1993   |
| -    | Ralph D. Hough          |       | Parti républicain           | 1993        |
| 77   | Steve Merrill           |       | Parti républicain           | 1993-1997   |
| 78   | Jeanne Shaheen          |       | Parti démocrate             | 1997-2003   |
| 79   | Craig Benson            |       | Parti républicain           | 2003-2005   |
| 80   | John Lynch              |       | Parti démocrate             | 2005-2013   |
| 81   | Maggie Hassan           |       | Parti démocrate             | 2013-2017   |
| -    | Chuck Morse             |       | Parti démocrate             | 2017        |
| 82   | Chris Sununu            |       | Parti républicain           | 2017-2025   |
| 83   | Kelly Ayotte            |       | Parti républicain           | depuis 2025 |

## Source
- (en) Cet article est partiellement ou en totalité issu de l’article de Wikipédia en anglais intitulé « Governor of New Hampshire » (voir la liste des auteurs).